# そごう
株式会社そごう（英: Sogo Co., Ltd.）は、かつて百貨店の「そごう」を運営していた日本の企業である。ミレニアムリテイリングの完全子会社であった。2009年8月1日にミレニアムリテイリングおよび同じくミレニアムリテイリング傘下の西武百貨店と合併し、そごう・西武となった。
本項では特記しない限り、1919年に設立され2002年に法人格が消滅した初代法人、および旧商号が株式会社横浜そごうで2002年に初代法人を吸収合併した2代目法人についてまとめて解説する。各店舗についてはそごうの店舗一覧を参照。

## 概要
1830年（天保元年）に大坂で古着屋として創業した老舗企業である。メインバンクの日本興業銀行（現在のみずほ銀行）出身の水島廣雄のもとで1960年代以降に多店舗展開戦略を推進して大手百貨店グループの一角にのし上がるが、バブル崩壊による経営悪化などにより2000年に経営破綻した。その後は西武百貨店の支援の下経営再建を行い、2003年に西武百貨店と共に持株会社「ミレニアムリテイニング」の傘下に入る形で経営統合する。最終的にミレニアムリテイリングがセブン&アイ・ホールディングスの傘下に入ったことでセブン＆アイグループ入りした後、2009年にミレニアムリテイニングおよび西武百貨店と合併し、そごう・西武が発足した。

「そごう」の社名・店名は創業者の名「十合（そごう）」に由来する。大阪が発祥の百貨店で、登記上の本店は創業から大阪店閉店までと心斎橋本店開店からそごう・西武への再編前まで、大阪の心斎橋に長年あった。それまで、大阪・心斎橋と神戸・三宮の2店舗しか有していなかったが、1957年に有楽町に東京店を開業し、「有楽町で逢いましょう」を宣伝文句に東京に進出した。同名の歌謡曲をはじめ歌番組や映画が制作され大流行となった。映画では大阪店・東京店が撮影に使用され、そごうが衣装提供も行った。
1967年に立ち上げた千葉そごうが成功し、「レインボーの法則」で国道16号沿いの首都圏の郊外の駅前を中心に出店を加速させた。なお、それぞれを地域子会社として、早くから黒字化した株式会社千葉そごうが各地の地域子会社に出資する複雑な資本関係であった。1985年に横浜駅東口に開業した横浜店は、そごうの店舗では売場面積（83,654m2）と売上高が最大で、現在でもそごう・西武の「基幹店」として営業している。最盛期には国内外で30店舗以上、1992年のグループ全体の売上高で三越や髙島屋を上回り、百貨店業界の1位を記録した。なお、経営破綻以前の直営店は大阪店（心斎橋）、神戸店（三宮）、東京店（有楽町）の3店舗のみであり、その他の店舗は全て千葉そごうが出資した地域子会社であった。なお、水島廣雄が千葉そごうの株式の半数を有しており、実質的に水島廣雄が支配していた。
ロゴマークは創業以来、初代十合伊兵衛の生家・絹屋の家紋であるちきり（縦糸を巻くための織機の付属部品、石材や木材を繋ぎ止める部品）を丸で囲んだ「まるちきり」が使われている。また「ちきり」は「契り」に通じることから、顧客との結びつきを末長く大切にするという意味も含めている。
ロゴマークの形状自体に変更はないが、色は赤→紺→金・翡翠と変更され、民事再生直後に原点回帰志向のもとで赤に、さらにミレニアムリテイリングのグループカラーの青に変更している。また民事再生以前には「そごう」と「SOGO」のロゴとが存在した。後者が後発で、前者も民事再生時点まで併用されていた。ロゴカラーが緑の時代には、続け字で右上がりの「Sogo」をCIに採用した時期もあり、外装への採用例として、1996年から2001年の神戸店（現：神戸阪急）本館北側の壁面がある。セブン&アイ傘下となってから、英字「SOGO」ロゴのフォントを西武の「SEIBU」と同一のものに変更し、主に公式ウェブサイトと広告で使用する。
イメージフラワーはダリアで、かつては包装紙や紙袋に印刷されたほか、関連組織の名称にも「ダリアルーム」「ダリア友の会」など、ダリアを冠したものがある。
かつては「人、街、世界をつなぐ、そごうネットワーク」というキャッチフレーズも存在した。
西武百貨店と統合したことで、マーチャンダイジングや売場編集が西武流となり、POSシステムの技術提供も受け、従来のイメージは大きく変わった。

## 歴史

### 創業から百貨店へ

初代十合伊兵衛像（横浜そごう屋上に設置）

大和国十市郡十市村で絹屋として商売を営んでいた十合徳兵衛の息子として生まれた十合伊兵衛（そごう いへえ）が、1830年（天保元年）に坐摩神社（火防陶器神社）の南隣、大坂上難波町に古手屋（古着屋）「大和屋」を開業したのが始まりである。
1872年（明治5年）に古手屋を廃業して呉服店へ転換し、1876年（明治9年）に安堂寺橋通三丁目に移転。翌1877年（明治10年）には心斎橋筋一丁目に移転すると共に十合呉服店へ改称した。
外商顧客が神戸エリアで増加していたことを受け、1899年（明治32年）6月25日、神戸市相生町二丁目（後の生田区相生町→中央区相生町、神戸駅北口）に外商出張所として神戸支店を開設し、1901年（明治34年）4月3日には元町五丁目に移転した。神戸支店は店舗販売も拡大するなどして、順調に売り上げを伸ばし、阪神電気鉄道三宮駅ビルへ出店する形で1933年（昭和8年）10月1日に移転・増床し、百貨店として開業した。この移転の告知では「神戸そごう」というひらがな表記を用いており、その後の各店舗での「そごう」表記の第一歩となった。
1935年（昭和10年）9月24日には大阪・心斎橋の本店として村野藤吾設計の地下3階・地上8階建ての新店舗へ建て替え工事を行い、増床と近代化を実現した。
心斎橋の新本店ビルは、ガラスブロックを活用した美しい垂直線を強調したもので、モダニズム建築の傑作と評価されている。店内には食堂をはじめ、700名収容の劇場や茶室、貴賓室など、売場以外の機能も併設されていた。そして開業直後には大阪市営地下鉄御堂筋線が開通し、心斎橋駅と直結することとなった。心斎橋本店は全館一挙に建設されたのではなく、2期に分けて建設された。しかし、2期工事の建設費は板谷宮吉率いる板谷財閥の資本導入により実現し、この際に十合一族による同族経営が終わった。
社名は、1940年（昭和15年）に「十合」となり、第二次世界大戦終戦後に株式会社を設立した1969年（昭和44年）に「そごう」となった。

### 戦中・戦後
第二次世界大戦中は配給品以外の商品が大幅に減少したため、売場に空きが生じたことから、大阪本店の地下2階部分を活用して「家財保護預り」を行い、顧客の財産を守る事業も展開した。この保護預かり制度は話題を呼び、大阪市内のみならず大阪府下全域からの利用者があった。
終戦後は、大阪本店が進駐軍に徴用され、PX（進駐軍とその家族向けの売店）として使用したため百貨店としての営業ができなくなり、大阪市内に在日外国人向けの輸入品店「オーバーシーズサプライズストア」を含めていくつかの店舗を展開し、営業機能の一部を代用する形になった。
その後、日本デパートメントストア協会など百貨店業界を挙げた接収解除運動もあって接収解除が実現し、1952年（昭和27年）6月1日に大阪本店の営業を再開した。しかし、この間約6年にわたって本店で営業できなかったことの影響は大きく、再開店から1年後には早くも売上が伸び悩むことになった。
また、業績不振で株価が低迷している一方で自社物件だった本店に不動産価値が見込まれたため、一時期は外部からのグリーンメーラーによる株買い占めにも遭うなど、苦境が続いた。

### 東京進出と経営権争い
1957年（昭和32年）5月25日には、有富光門の主導により、読売新聞が有楽町に建設した読売会館に東京店（有楽町そごう）を開店、東京への進出を果たした。しかし、この東京店は有富が読売新聞社主の正力松太郎と一坪当たり月額4,000円という高額の定額家賃の契約を結んでいたため、月商約3億円に対し約7,000坪で約2,800万円の家賃は、当時業界の常識とされていた売上高の約3%から5%を大きく上回って採算が合わず、業績の足を引っ張る結果となった。
このため、翌1958年（昭和33年）4月、京都を中心とする関西財界の顔役で日本繊維工業社長であった坂内義雄を社長に迎え、板谷宮吉の縁戚とされる当時日本興業銀行（現：みずほ銀行）から特別調査室付考査役であった水島廣雄が副社長として就任、メインバンクで大株主で大口債権者である大和銀行（現：りそな銀行）から常務であった若菜三良が同じく副社長に就任し、ともに経営再建に取り組むことになった。
ところが、1960年（昭和35年）11月26日に坂内義雄社長が急逝。当時慣例化していた大和銀行と野村証券、山一證券、板谷宮吉、住友正雄で構成される「5者会」に諮ることなく、同年12月23日の取締会において大和銀行の独断で、同行出身の若菜三良が副社長から社長に就任した。そのため、5者会を構成する他者が反発し、経営権を巡って抗争が生じることになった。この経営権を巡る争いは大和銀行が公正取引委員会に提訴される事態に発展し、翌1961年（昭和36年）10月26日にアサヒビール社長山本爲三郎の仲介でようやく終息をみた。
この経営権争奪戦の解決を受けて、若菜はそごうを去り、1962年（昭和37年）1月30日に増資を決議して同年6月1日に資本金10億円へ増資し、同年4月26日に水島廣雄が副社長から社長に就任した。

水島は止む無く社員のリストラを進めたが、会社存続に売上の確保が不可欠として神戸店の増築のみは続けられたほか、経営が好転した際の給与引き上げを約束した。

### 増床と多店舗展開の推進
神戸店は増築・増床を進めて売場面積約31,800m2へ倍増させ、1971年（昭和46年）には年間を通じて神戸一の売上を上げて地域一番店となった。その後も隣接する神戸国際会館と共同でケイ・エスビルを建設して新館とするなど、さらなる増床で売り上げを伸ばした。阪神・淡路大震災前には売場面積約48,962m2まで拡張した。
大阪店でも、御堂筋の西側にある南区鰻谷西之町に駐車場ビルを建設するなどの集客策を打ち出した。東京店では読売新聞との家賃引き下げ交渉を行い、地下鉄有楽町駅と地下売場を直結させるため交渉するなどテコ入れを図った。

#### 千葉そごうの設立
1966年（昭和41年）10月28日に地域子会社第1号として株式会社千葉そごうを設立し、翌1967年（昭和42年）3月21日に千葉そごう（旧店舗）を千葉駅前に開業。開業2年目で地域一番店となり、3年目に早くも黒字化するなど軌道に乗せた。これにより、全国への多店舗展開にかじを切ることになった。
地域子会社方式によるそごうグループでの多店化は千葉そごうが始まりであり、以降そごうの出店に際しては千葉そごうを中心に、黒字化していたそごうグループ各社が出資することで、そごうのグループ会社として運営されていくことになった。
多店舗展開の開始当初は千葉そごうが出資する形で始まり、初期の出店である柏そごう（1973年）や広島そごう（1974年）も、黒字転換後は出資側に回り、多店舗戦略を支える形式をとっていた。千葉そごうは1972年（昭和47年）10月に別館を増設し、1974年（昭和49年）10月に開業した広島そごうは、当初は売場面積が10,000m2未満に抑えられていたものの、将来的に30,000m2まで増床可能な設計となっていた。両店とも近隣にサテライト店舗を展開して集客力と売り上げの拡大を目指すなど、店舗の増床も積極的に推し進めて地域一番店を目指した。増床戦略の最盛期には、千葉そごうがモノレール駅と一体化した新店舗を開設すると共に旧店舗を業態転換させることで4館合計で売場面積約90,000m2体制とした。また、広島そごう新館をNTTクレド基町ビルに開設するなど主力店周辺に店舗を出店して、立地地区の集客力を強化する戦略も展開していた。
株式会社千葉そごうは、初代会長に就任した水島廣雄が株式の大半を保有したため、株式会社そごうの連結対象外企業であった。また、株式会社千葉そごうがそごう本体の筆頭株主となっていた時期もあった。こうした地域子会社同士のグループ内での複雑な株の持ち合いにより、そごう内部の経営状況は水島以外が把握できない状況となってゆく。

#### 多店舗構想と駅前再開発
そごうでは「交通のよい最適地に最大級の百貨店をつくる」ことを出店戦略の基本として、駅前に巨艦店を次々と出店するという多店舗戦略を進めていった。
この出店計画は旧名称「十合」の十にちなみ、10店舗構想「グレーターそごう」と名付けられ、千葉そごうを皮切りに黒崎そごうの出店で達成した。さらにそれを拡大し、20店舗構想「ダブルそごう」、30店舗構想「トリプルそごう」と称して積極的な展開を行った。
多店舗展開にあたっては国道16号を「レインボーロード」と称し、東京都心部を包囲するように国道16号沿いへ出店する戦略を採った。これは、東京都心部にはすでに在京百貨店を含めた同業他社が集中的に出店しており、有楽町そごうで苦戦して以来、東京都心部への出店が遅れたそごうの入り込む余地が残されていなかったためである。そのため首都圏では郊外への出店がメインとなり、商圏人口に見合わない規模の店舗が近隣地域に複数出店することも多かった（多摩そごうと柚木そごう、木更津そごうと茂原そごうなど）。
また、株式会社千葉そごう設立の3年後となる1969年（昭和44年）5月21日には、横浜駅前への出店を見据えて株式会社横浜そごうを設立。相模鉄道が開発を主導して駅ビル「相鉄ジョイナス」を建設し横浜髙島屋を誘致した西口に比べ、開発の遅れていた横浜駅東口の用地を安価に取得した。実際に出店したのは16年後で、横浜駅東口再開発事業に合わせ、横浜新都市センターによって建設された「横浜新都市ビル」の核店舗として、1985年（昭和60年）9月30日に横浜そごうを開業。開店資金約590億円を投資し「横浜が生んだ、世界最大級の百貨店」をキャッチフレーズに、開業当時は東洋一の売場面積を誇る巨艦百貨店としてオープンした。この横浜店は現在もそごうの「基幹店」として営業している。
こうした小売・流通業というよりデベロッパー的な手法により、1980年代から1990年代にかけて、各地の自治体主導により行われた駅前再開発事業の核店舗として入札し、破格の賃料を提示し競合他社を退けて巨艦店の出店を続けた。そごうの経営を特徴づける1店1社の地域子会社制もこのための手法であった。再開発では無視できない地元商店街などの反対意見として「本社のある都市（そごうの場合は大阪）に利益が吸い取られる」というものがあるが、地域子会社が出店することで「地元に金を落とす」と主張して批判をかわし、自治体の再開発事業への出店を有利に進めていった。

しかしバブル景気の崩壊により、土地の値上がりを前提として銀行から融資を引き出し、出店した店舗を担保に次の出店のための融資を得るというサイクルが崩れ、巨艦店を出店し規模で他店を圧倒して地域一番店を目指すという「大艦巨砲主義」的モデルに翳りが差した。そのため経営破綻直前の1990年代後半には、再開発事業で出店予定していた店舗の計画中止が相次ぐこととなった。
海外展開においても、アジアへの出店では日本人観光客よりも、地元の消費者を狙う戦略で出店している。実際に、香港そごうでは約85%、台湾太平洋そごうでは約95%が地元客といわれ、地元密着の百貨店となった。

### 経営破綻と政治問題化

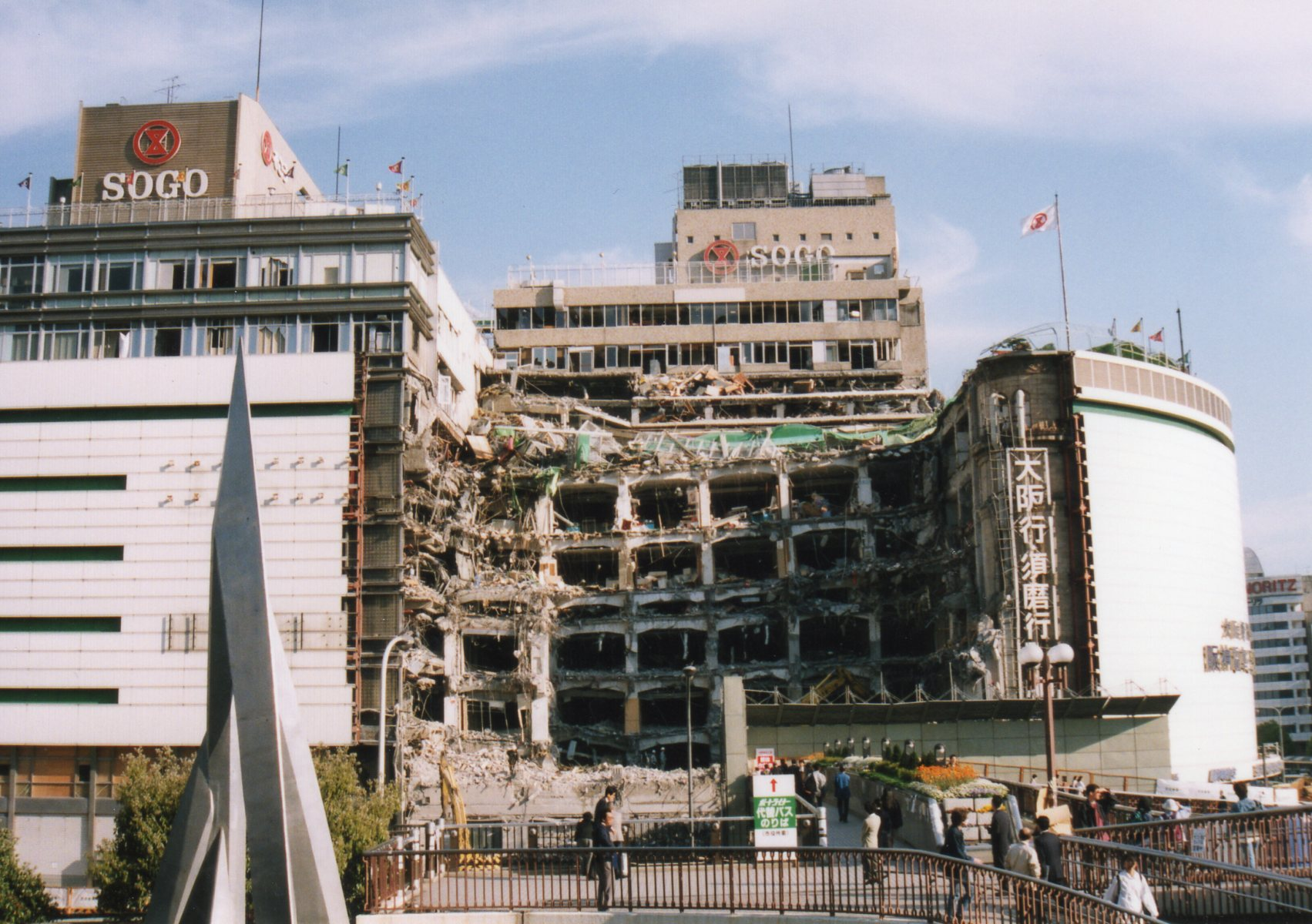
阪神・淡路大震災で半壊したそごう神戸店本館
（1995年撮影、現：神戸阪急）

2000年（平成12年）7月12日、山田恭一社長は記者会見にて「再建計画を断念し、民事再生法の下で再建を図ることになった」と発表した。これにより、当時は小売業として過去最大規模となる約1兆8,700億円の負債を抱え、事実上倒産した。これは1999年（平成11年）12月22日に民事再生法が公布されて以来、大企業としては初となる申請となった。
その前夜の7月11日、全国のそごう店舗の代表者が東京に集まり、深夜まで対応策が協議された。各店舗を経営する地域子会社は、そごう本体と同じく自主再建を考えていたが、結果的に全社が自主再建を放棄し、民事再生法の申請を行うことで一致した。
同年10月25日には、民事再生法の適用を申請した22社のうち、9社の再建を断念し、残る13社は株式会社十合を受け皿会社として合併し、1社に統合して再建を目指す再生計画案を東京地方裁判所に提出した。そごうグループ全社が民事再生法の適用を受けたのではなく、経営状態などの相違により特別清算や自己破産となった法人もあった。
そごうは土地の値上がりを見込み、銀行融資を受けて積極的に出店していたが、バブル崩壊によりこのビジネスモデルが破綻した。また平成不況による消費の低迷に加え、1995年（平成7年）1月17日に発生した阪神・淡路大震災で神戸店が被災し、本館が半壊して経営に打撃を受けたことも破綻の一要因となった。
経営破綻後のそごうは、西武百貨店元社長の和田繁明を特別顧問に招聘した。長い間休眠子会社であった株式会社十合を持株会社化の上、株式会社ミレニアムリテイリングに商号変更、2003年（平成15年）にはミレニアムリテイリングによる経営統合を実現した。その後、2005年（平成17年）には、ミレニアムリテイリングをセブン&アイ・ホールディングスが買収した。
2009年（平成21年）8月1日にそごうを存続会社として、西武百貨店とミレニアムリテイリングを吸収合併し、株式会社そごう・西武に商号変更した。同月末、赤字が続いたそごう心斎橋本店を閉店して、創業の地・大阪市中央区を離れた。

#### そごう債権問題
そごうの自主再建断念の背景には、1998年に日本興業銀行と並ぶメインバンクであった日本長期信用銀行（長銀、現：新生銀行）が経営破綻したことが挙げられる。破綻後、長銀は一時国有化を経てリップルウッドを中心とする投資組合に売却されたのだが、この際に不良債権について、譲渡後3年間に2割以上の損失があると認定された場合には、融資時の金額までの損失を預金保険機構が補填する仕組みとなる瑕疵担保条項の適用という特約が付けられた。
そのため、同行が債権放棄を受け入れることについては金融再生委員会と預金保険機構が関連することになり、「そごうへの債権を放棄して一企業に税金を注ぎ込むとは何事か」という批判が巻き起こり、当社の再建策は政治問題化することになった。
当時の森内閣は、同年6月25日の総選挙直後で支持率が低迷していたことから批判に耐えられないとして、同年7月11日に亀井静香自民党政調会長（当時）は山田恭一そごう社長に対し、そごうの債権放棄を認めることが困難であることを電話で伝え、それを前提とした自主再建案の断念を迫った。亀井からの要求を受け、そごうは自主再建を断念。翌7月12日に株式会社そごう（上場企業）とそごうグループの主要企業が民事再生法を申請した。
結果的に瑕疵担保条項適用分は、他の不良債権と合わせて国が負担することになったが、自主再建の場合に比べて再建の流れが公になることで、政治問題として決着がつくとされた。この問題は当時「そごう問題」「そごう債権問題」などと呼ばれた。

#### 複雑な資本関係
株式会社そごう（初代）が運営していた直営店舗は、大阪店と神戸店、東京店のみであった。それ以外はすべて1店舗1社制とし、資本金は地元からの出資、株式会社そごう、千葉そごうを筆頭としたそごうグループ各社、水島が個人で出資する場合など、資本関係は極めて複雑なものとなっていた。
また、グループ各社間で貸付金や債務保証も行われていたため、経営破綻時の各社の負債総額は、運営する店舗の業績とは必ずしも一致していなかった。
1997年当時の主要株主は以下のとおり。
- 株式会社千葉そごう - 6.70%
- 株式会社日本興業銀行 - 4.99%
- そごう従業員持株会 - 3.44%
- 野村証券株式会社 - 2.76%
- 日本生命保険相互会社 - 2.65%
- そごう共栄会 - 2.01%
- 東洋信託銀行株式会社 - 1.85%
- 全国共済農業協同組合連合会 - 1.60%
- 株式会社七博 - 1.40%
- 安田信託銀行株式会社（金融信託指定単口） - 1.39%
- 第一生命保険相互会社 - 1.33%

#### グループ各社の負債額
2000年の経営破綻時の主な負債額は以下のとおり。
- そごう（上場していた本体） 約6891億円[10]
- 千葉そごう（千葉市） 約4054億円[10]
- 新千葉そごう（千葉市） 約953億円[10]
- 広島そごう（広島市） 約3282億円[10]
- 広島そごう新館（広島市） 約545億円[10]
- 横浜そごう（横浜市） 約1955億円[10]
- 柏そごう（柏市） 約1238億円[10]
- 奈良そごう（奈良市） 約1231億円[10]
- 大宮そごう（大宮市） 約774億円[10]
- 福山そごう（福山市） 約742億円[10]
- 川口そごう（川口市） 約736億円[10]
- 小倉そごう（北九州市） 約673億円[10]
- 船橋そごう（船橋市） 約666億円[10]
- 徳島そごう（徳島市） 約662億円[10]
- 多摩そごう（多摩市） 約553億円（特別清算）[10]
- 八王子そごう（八王子市） 約503億円[10]
- 札幌そごう（札幌市） 約496億円[10]
- 豊田そごう（豊田市） 約496億円[10]
- そごう物産（東京都港区） 約398億円（自己破産）[10]
- 加古川そごう（加古川市） 約361億円[10]
- 黒崎そごう（北九州市） 約321億円[10]
- 錦糸町そごう（東京都墨田区） 約303億円[10]
- 西神そごう（神戸市） 約240億円[10]
- 呉そごう（呉市） 約236億円[10]
- 木更津そごう（木更津市） 約230億円（自己破産）[10]
- 長野そごう（長野市） 約95億円（自己破産）[10]

## 沿革

### 創業 - 終戦まで

そごうの旧ロゴ

- 1830年（天保元年） - 十合伊兵衛が、大坂の坐摩神社（陶器神社）近くに古手屋（古着屋）「大和屋」を開業[3]。
- 1876年（明治9年） - 安堂寺橋通に移転。
- 1877年（明治10年） - 大阪の心斎橋筋に大和屋を移転すると共に十合呉服店へ改称する[3]。
- 1919年（大正8年）12月20日 - 資本金10万円で株式会社十合呉服店設立[16]。
- 1933年（昭和8年） 10月1日- 神戸支店、元町より三宮阪神ビル（現在の神戸阪急の地）に移転、新築開店[3]。
- 1935年（昭和10年） -  村野藤吾設計のモダニズム建築の傑作、大阪本店が御堂筋とともに竣工（2003年（平成15年）解体）。
- 1940年（昭和15年）4月 - 株式会社十合と商号変更[16]。

### 終戦 - 1950年代
- 1946年（昭和21年）7月 - 大阪本店がアメリカ進駐軍に接収される[16]。
- 1949年（昭和24年） - 大証一部上場。
- 1952年（昭和27年）
  - 1月 - 接収が解除される[16]。「大阪本店」が「大阪店」に、「神戸支店」が「神戸店」に呼称が変更。
  - 6月 - 大阪店を再開店[16]。
- 1957年（昭和32年）5月25日 - 東京地区初の店舗として、国鉄有楽町駅前の読売会館にそごう東京店（通称：有楽町そごう）を開店[6]。
- 1958年（昭和33年） - 水島廣雄が入社、副社長に就任。

### 1960年代
- 1961年（昭和36年） - 東証一部上場。
- 1962年（昭和37年） - 水島廣雄が社長に就任。
- 1966年（昭和41年）10月28日 - 株式会社千葉そごう設立[17]。株式の大半を水島廣雄が保有したため、株式会社そごうの連結対象外企業であった。
- 1967年（昭和42年）3月21日 - 千葉そごう開店。
- 1969年（昭和44年） - 法人改組50周年を機に株式会社そごうに商号変更。
  - 5月21日 - 株式会社横浜そごう設立（本店：大阪市北区芝田町106番地の2）。株式会社千葉そごうと同じく連結対象外企業であった。
  - 6月6日 - 株式会社横浜そごう、本社を神奈川県横浜市西区高島二丁目32番5号へ移転。
  - 9月[8]1日 - 伊予鉄道と合弁会社設立。

### 1970年代
- 1971年（昭和46年）
  - 6月1日 - 株式会社柏そごう設立[18]。
  - 7月5日 - いよてつそごう開店[3]（現：伊予鉄髙島屋）。
- 1972年（昭和47年）2月15日 - 株式会社廣島そごう設立[19]。
- 1973年（昭和48年）
  - 10月10日 - 柏そごう開店。
  - 11月2日 - 株式会社札幌そごう設立[3]。
- 1977年（昭和52年）
  - 10月21日 - 株式会社黒崎そごう設立。
  - 12月 - 木更津の地方百貨店サカモトとの資本提携により「サカモトそごう」設立。
- 1978年（昭和53年）- 株式会社船橋そごう設立。
  - 9月1日 - 札幌そごう開店[3][20][21]（現：札幌エスタ。新館開店構想もあったが実現しなかった[22]）。
- 1979年（昭和54年）- 株式会社徳島そごう設立。
  - 10月6日 - 黒崎そごう開店[23][24]（メイト黒崎）。百貨店業界初の日本四島（北海道・本州・四国・九州）への全出店を達成。

### 1980年代
- 1981年（昭和56年）- 株式会社大宮そごう設立。
  - 4月2日 - 船橋そごう開店。ららぽーとTOKYO-BAY西館への出店。
- 1982年（昭和57年）- 株式会社八王子そごう設立。長野市の地方百貨店「丸光」と資本提携により「丸光そごう」設立。
- 1983年（昭和58年）
  - 4月15日 - 東京ディズニーランドの開園と共に、アトラクション「イッツ・ア・スモールワールド」のスポンサーに就任。
  - 6月30日 - 長野そごう（丸光そごう）開店。
  - 9月6日 - 株式会社川口そごう設立。
  - 10月1日 - 徳島そごう開店[25]。
  - 11月1日 - 八王子そごう開店[26]（現：セレオ八王子）。
- 1984年（昭和59年）
  - 11月21日 - 株式会社奈良そごう設立。
- 1985年（昭和60年）9月30日 - 横浜そごう開店[9]。毎正時に「イッツ・ア・スモールワールド」が演奏される「世界の人形時計」を横浜そごうに設置し運用開始。
- 1986年
  - 8月28日 - 株式会社豊田そごう設立（トヨタ自動車7%出資）。
- 1987年（昭和62年）
  - 3月27日 - 大宮そごう開店。
  - 5月 - 長野そごうリニューアル時に「丸光そごう」から株式会社長野そごうへ社名変更。
  - 9月26日 - 株式会社呉そごう設立。
- 1988年（昭和63年）- 株式会社加古川そごう設立。株式会社多摩そごう設立。株式会社福山そごう設立。株式会社小倉そごう設立。
  - 北千住駅前再開発で、北千住そごう出店を発表（のちに出店を断念、現：マルイ北千住）。
  - 3月 - 木更津そごう開店（現：スパークルシティ木更津）、運営会社のサカモトそごうを株式会社木更津そごうに商号変更。
  - 10月8日 - 豊田そごう開店。
- 1989年（平成元年）- 株式会社茂原そごう設立。
  - 9月[27]15日 - 加古川そごう開店。
  - 10月 - JR橋本駅北口市街地再開発事業で出店決定[28]。橋本そごうとして出店予定。
  - 10月2日 - 奈良そごう開店[28]。
  - 10月20日 - 多摩そごう開店。

### 1990年代
- 1990年（平成2年）- 株式会社西神そごう設立。
  - 3月18日 - 呉そごう開店[29]。
  - 9月28日 - 株式会社柚木そごう設立。
  - 10月10日 - 西神そごう開店[30]（神戸店の分店扱いで、経営再建から神戸店の神戸阪急への転換までの間は「そごう神戸店西神館」が正式名称だった[31]）。
- 1991年（平成3年）- 株式会社錦糸町そごう設立。
  - 10月16日 - 川口そごう開店。キャッチフレーズは「世界へ。そごう新世紀、始まる」。30店舗出店「トリプルそごう」達成するも、この頃から経営が悪化する[32]。
  - 11月に高松琴平電気鉄道と合弁会社「コトデンそごう」設立[33]。
- 1992年（平成4年） - 千葉そごう新築開店に伴い、同店舗運営会社として株式会社新千葉そごうを設立。
  - 3月7日 - 茂原そごう開店（現：南総サンヴェルプラザ）。
  - 3月 - JR東日本との共同計画[34]で出店を予定していた「JR東日本幕張そごう」の計画を白紙撤回し出店を断念。幕張新都心のJR海浜幕張駅南側に約330億円を投じて地上9階建てのビルを建設し出店する計画だったが、採算性に問題があるとして計画を撤回した[34]。当初の計画では1996年（平成8年）春に開店予定であった。
  - 4月[35]29日 - 福山そごう開店。
  - 6月 - 経営悪化により、横浜そごう新館（新・横浜スカイビル[22]）への出店を凍結（計画は自然消滅、現：マルイシティ横浜）。
  - 6月7日 - 柚木そごう開店[26]。南大沢駅前の再開発ビル「ガレリア・ユギ」に忠実屋フランツと共に出店。
- 1993年（平成5年）
  - 8月 - 経営悪化により、橋本そごうを出店凍結[28]。
  - 10月10日 - 小倉そごう開店[36]（小倉駅前アイム）
  - 12月 - JR東日本との共同計画で立川駅の駅ビルに「JR東日本立川そごう[22]」出店発表、共同子会社設立を合意。
- 1994年（平成6年）- 水島廣雄が社長を退任、会長に就任[32]。
  - 10月3日 - 柚木そごう（現・イトーヨーカドー南大沢店）閉店[26]。2年で撤退と、そごうの店舗で最も短命に終わる（忠実屋もダイエー買収後の翌1995年に閉店）。
- 1995年（平成7年）
  - 同年に開店を予定していた港北ニュータウンそごう[22]の出店計画を断念。センター南駅（1993年開業）前のタウンセンター第2地区開発計画で出店を予定していた。コンペには他に横浜髙島屋、西武百貨店、東急百貨店の3百貨店が参加した。同年に東急百貨店の地域子会社（西南東急百貨店）が出店を決定[37]、1998年に港北東急百貨店S.C.と港北東急百貨店が開業した[38]。
- 1996年（平成8年）- 橋本そごうの出店契約を解約し、正式に出店を断念[28]（現：イオン橋本店）。
  - 6月 - 1997年（平成9年）開店予定だった「JR東日本立川そごう」の出店を断念[22]（現：グランデュオ立川）。
- 1997年（平成9年）
  - (日付不明) - 福山市の伏見町そごう出店計画を解消。
  - 4月23日 - コトデンそごう開店[39]。
  - 10月22日 - 錦糸町そごう開店。錦糸町駅北口再開発事業で出店、そごうとして出店した最後の店舗（2000年12月25日閉店[40]、現：アルカキット錦糸町）。
  - 11月7日 - 神戸国際会館下層階へのテナント入居による、神戸店の増床を断念[41]。

### 2000年代
- 2000年（平成12年）- 水島廣雄が会長を辞任。
  - 2月29日 - 茂原そごう閉店。
  - 7月12日 - 株式会社そごうなどグループ22法人が民事再生法の適用を申請し事実上倒産。負債総額1兆8,700億円。また同日、多摩そごうが特別清算開始を申請。半数以上の店舗を閉鎖。
  - 7月13日 - 木更津そごう・長野そごう、自己破産申立。
  - 7月26日 - 民事再生手続開始決定。元西武百貨店社長・和田繁明を特別顧問に迎える。
    - 再生手続22社のうち、札幌そごう、船橋そごう（船橋ららぽーと内）、錦糸町そごう、豊田そごう、奈良そごう、加古川そごう、福山そごう、小倉そごう、黒崎そごうは再生手続廃止決定を経て破産宣告。以上の店舗は同年12月内に全て閉店した。
    - そごう、大宮そごう、川口そごう、柏そごう、千葉そごう、新千葉そごう、八王子そごう、横浜そごう、西神そごう、廣島そごう、廣島そごう新館、呉そごう、徳島そごうの計13社は再生計画認可となった。

  - 9月24日 - 東京店（現・ビックカメラ有楽町店）を閉店。
  - 12月25日 - 大阪店を閉店。この閉店自体は民事再生法の適用申請前（水島時代）に決定していたが、閉店の目的については、和田を始めとする新経営陣が「撤退のためではなく、そごう発祥の地にふさわしい店舗として再生させるため」へ方針転換した。
- 2001年（平成13年）
  - 1月31日 - 再生計画認可。
  - 2月 - グループ各社の受け皿となる予定の休眠子会社「株式会社十合」が株式会社西武百貨店と包括的業務提携を締結。再生13社は100%減資し十合から全額出資を受けて同社の完全子会社となる。本社機能を東京都心から横浜市西区の横浜新都市ビルと横浜スカイビルへ移転。
  - 5月 - 西武百貨店からPOSシステムなど販売業務の情報技術供与を受けて、「クラブ・オンメンバーズシステム」同等のポイントシステム「そごうミレニアムカード」サービスを開始。テレビCMが短期間スポット放映された。
- 2002年（平成14年）
  - 2月 - 「十合」傘下の再生各社のうち、「株式会社横浜そごう」が、旧上場会社の「株式会社そごう」を吸収合併し「株式会社そごう」に商号変更。この時点で本店は横浜市のままで、心斎橋本店完成時に旧株式会社そごうと同一の地に移転。
  - 9月1日 - 「十合」傘下の再生各社の合併により、百貨店運営会社「株式会社そごう（旧株式会社横浜そごう）」へ一本化完了。
- 2003年（平成15年）
  - 1月30日 - 東京地裁より再生手続終結決定。
  - 3月 - 業務提携先である西武百貨店の再生計画に伴い、十合が西武百貨店の第三者割当増資を引受。「そごう」「西武百貨店」が「十合」傘下となり、事業会社として再編を進める。
  - 4月 - 1935年（昭和10年）に建てられた大阪店を解体。
  - 4月12日 - 東京ディズニーシーの劇場「ドックサイドステージ」のスポンサーに就任。
  - 6月1日 - 「十合」、「そごう」ならびに「西武百貨店」の3社はグループ経営への移行で正式合意。ミレニアムリテイリンググループを発足し、株式会社十合を株式会社ミレニアムリテイリングに商号変更。
  - 12月12日 - 心斎橋本店起工式。
- 2005年（平成17年）
  - 5月31日 - 大阪市心斎橋の旧そごう大阪店を改修して開店させる「心斎橋本店」を、同年9月7日に開店することを発表。
  - 6月13日 - 本社機能と登記上の本店を、株式会社横浜そごうの時代から維持していた横浜市から、旧株式会社そごうの本店だった大阪市に移転。
  - 8月2日 - 9月7日に開店する「心斎橋本店」に、約1300台分の駐車場を確保することを発表。このうち、自前で確保した駐車場が274台分、他の1030台分はクリスタ長堀との契約により確保した。
  - 9月7日 - 心斎橋本店が新装開店。開店記念のCMに宮沢りえを起用。
  - 10月12日 - 伊勢丹出身の池田昭喜が9月13日に顧問に就任。10月12日に株式会社そごう臨時株主総会にて取締役に選任。
  - 12月26日 - ミレニアムリテイリングの和田繁明から、買収防衛策のためにセブン&アイ・ホールディングスの傘下入りできないか鈴木敏文に打診。野村プリンシパル・ファイナンスがミレニアムの保有株式をセブン&アイに売却し、ミレニアムはセブン&アイの傘下入りすることを表明。当初、鈴木は対等合併の理念から和田に対し共同で代表取締役に就任するよう勧めたが、和田が固辞した経緯がある。
- 2006年（平成18年）6月1日 - ミレニアムリテイリングがセブン&アイの完全子会社となる。
- 2008年（平成20年）
  - 4月15日 - 装置の老朽化及び東京ディズニーリゾートの「イッツ・ア・スモールワールド」「ドックサイドステージ」のスポンサー契約終了に伴い各店舗の正面口外壁に設置されていた、毎正時に「イッツ・ア・スモールワールド」が演奏される「世界の人形時計」の運用を、設置していた全店舗で終了。翌日より時計および鐘のみとなる。[要出典]
  - 9月 - 呉店をブランチ化、広島店と外商・企画部門などを統合。
- 2009年（平成21年）
  - 4月 - 本年度より、セブン&アイグループのプライベートブランド「セブンプレミアム」を、西武百貨店とともに全店へ順次導入開始。
  - 8月1日 - 当社を存続会社として、西武百貨店とミレニアムリテイリングを吸収合併し、株式会社そごう・西武に商号変更。店名は「そごう」「西武」を維持（「西武百貨店」という表記は商品券を除いて使用しなくなる）。西武百貨店とミレニアムリテイリングは、法人としては解散。
  - 8月31日 - そごう心斎橋本店が閉鎖、創業の地から完全撤退。跡地は大丸へ売却。
- 2014年（平成26年）7月28日 - 水島廣雄が102歳で死去[42][43][44]。
- 2019年（令和元年）10月1日 - 既に阪急阪神東宝グループのエイチ・ツー・オー リテイリングに譲渡されていた神戸店、阪急百貨店（阪急阪神百貨店運営）の神戸阪急となる（実際の営業は5日から）。経営破綻前の直営店は消滅[45]。

## プロ野球球団の応援セール
有楽町そごうが閉店するまでは読売ジャイアンツの応援セールを行っていたが、これは入居する建物（読売会館）の建物所有者が読売グループであることによる。東京進出に際して建物がなかなか見つからずにいたところに、読売グループが建物を快く提供したため、これに対する恩返しの意味もあったとされる。そごうの経営再建に伴い、応援セールの権利は三越を経て三越伊勢丹ホールディングス傘下の各社（三越伊勢丹とジェイアール西日本伊勢丹など）に引き継がれた。そごうに代わって読売会館に入居したビックカメラも同様に、読売ジャイアンツの応援セールの許諾を受け関東地方の店舗で応援セールを開催している（それ以外の地域では地元球団の応援セールを開催）。
なお、そごう・西武となった後は「西武」ブランドの店舗（旧ロビンソン百貨店を含む）と同様、埼玉西武ライオンズの応援セールを行っている。ただし、セールを行う店舗は、ライオンズの地元埼玉県にある大宮・川口の2店舗が基本的に対象である。かつては埼玉県を商圏に含む店舗も対象であり、柏（2015年まで）・八王子（2010年まで）もセール対象だった。2018年は大宮・川口に加えて横浜、千葉、西神、徳島の各店が対象となった。しかし横浜は2019年の西武優勝セールは実施せず横浜DeNAベイスターズの応援セールに回った。
一方、地元球団がある場合はジャイアンツや西武ライオンズではなく、地元球団の優勝セールが優先される。広島そごう（現：そごう広島店）は、広島東洋カープが優勝した際に優勝セールを行っている。2008年まで同球団の本拠地だった旧広島市民球場は徒歩圏内にあった。そごう神戸店では阪急阪神東宝グループの阪急阪神百貨店への移管以前より、三宮阪神ビルに入居している関係や地域性もあり、阪神タイガースの優勝時にセールを実施していた。また、阪急東宝グループ（当時）の球団売却後には、神戸に拠点があったオリックス・ブルーウェーブの優勝セールも行ったことがある（1995・1996年。このときは神戸市内の同業他社（大丸神戸店・ハーバーランド時代の神戸阪急）も参入した）。

## 世界の人形時計

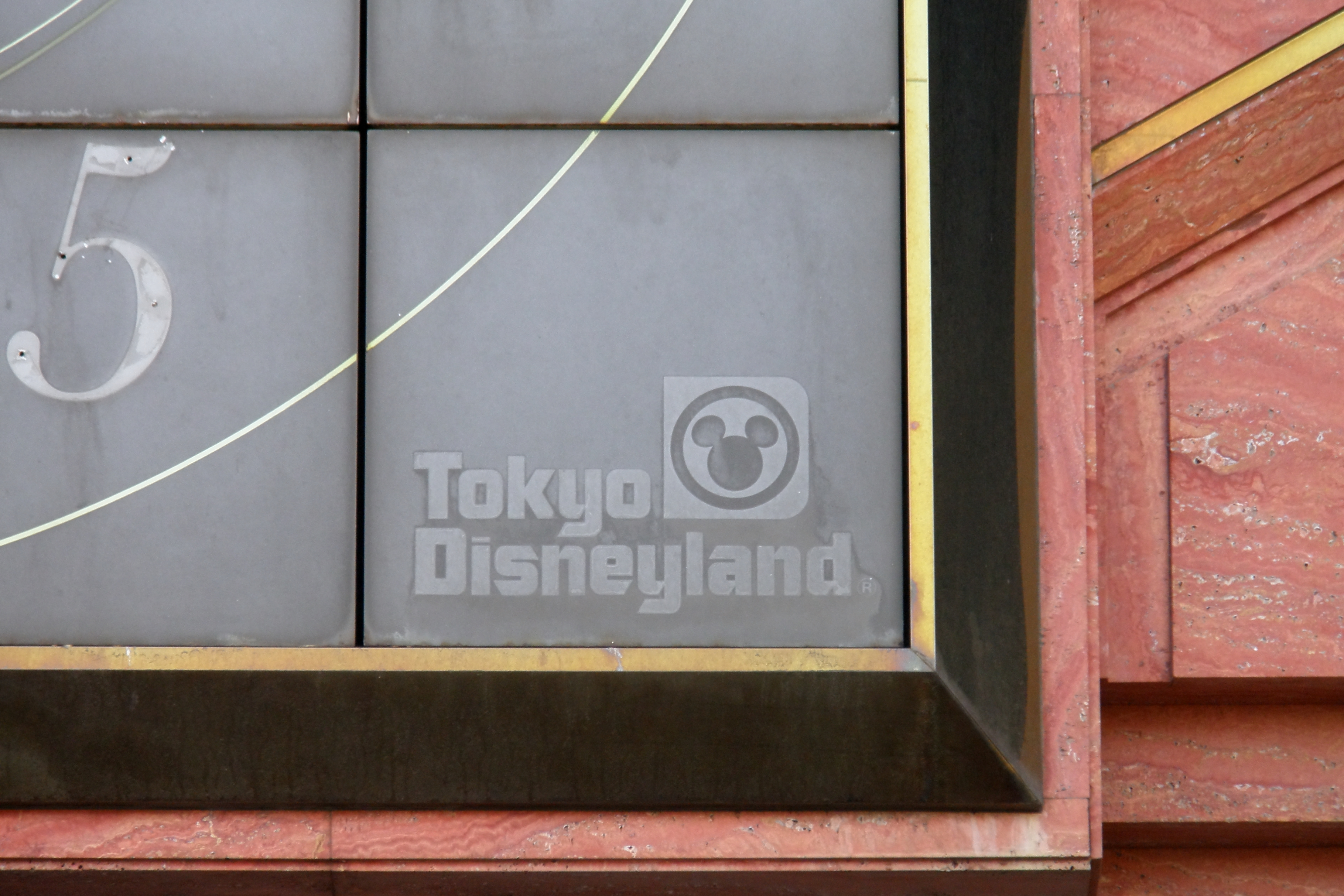
右下に刻まれた東京ディズニーランドのロゴ

東京ディズニーランドのアトラクション「イッツ・ア・スモールワールド」のスポンサーだったそごうの一部店舗には、正時の約5分前になるとアトラクションに登場するからくり人形とともに、テーマ曲の「小さな世界」を演奏するからくり時計「イッツ・ア・スモールワールド時計」（世界の人形時計）が設置されていた。
設計は乃村工藝社、製造はセイコーが行った。
1985年（昭和60年）に開業した横浜そごうを皮切りに、一部の新規店舗・既存店舗に国内店舗全19基、海外店舗全4台の計23基が設置された。
ほとんどの店舗で屋外に面した入口、または地下のメインエントランス部分に設置されていたが、大阪店や奈良そごうのようにフロア壁面に設置された物もある。
人形の修繕工事は定期的に実施され、最初に導入した横浜そごうでは2006年（平成18年）に最後の修繕工事を行った。
最盛期（1994年6月の千葉店への設置から同年10月の柚木そごう閉店までと、1996年の神戸店設置から2000年2月の茂原そごう閉店まで）には国内で最大18基が稼働していた。民事再生後の2008年4月時点では10基に減っていた。
運営会社が2006年にセブン&アイホールディングス傘下に入ったのち、2008年（平成20年）4月15日、老朽化を理由に全店舗でからくりの演出を終了した。
公式ホームページ上では、そごう横浜店の項目内に4月16日付けでからくり機能終了のリリースが掲載されたほか、朝日新聞大阪本社版、神戸新聞でも相次いで時計の話題が報道された。なお、4月15日は東京ディズニーランド開園25周年の記念日でもあった。
この対応はそごうがアトラクションのスポンサー契約を解除したことが本来の理由だが、観覧に来ていた来店客に対しては、
| 「世界の人形時計」は来たる4月15日（火）、営業時間終了時をもって終了させていただくことになりました。 |

| おにんぎょうさんたちは、おやくそくがあって、おうちにかえることになりました。 |

と書かれた告知が時計の傍らに貼り出された。
以降そごう・西武の管理する時計は「鐘の鳴る大時計」として運用されている。
世界の人形時計の演出終了について、民事再生前の株式会社そごう出身で、そごう・西武の販売促進部長やセブン&アイHLDGS関連会社の取締役などを歴任した実業家の原田良治は、

| 原田良治     | Xの短文投稿より |
| @omnihansoku |                 |

これを見て自殺をとどまったホームレスの方もいらっしゃいました。あの時もう少し上司に食い下がれば残せたかもと、後悔の念は消えません。

        Mar 20, 2016

と述懐している。
そごうの撤退後に別の商業施設へ転換した店舗でも、そのまま通常の時計として作動させている施設が見受けられる。
川口の個体は2025年5月31日に「ららテラス川口」が開業した際、新たに川口市のキャラクター「きゅぽらん」と「招き猫」・「獅子舞」の人形を設置。音楽は全面的に一新され、現役時代よりは演出は縮小したが、17年振りに復活となった。
海外店舗では、そごう・西武が商標を貸与している遠東SOGOの一部店舗で香港ディズニーランドにおけるイッツ・ア・スモールワールドのスポンサー契約を開始したことから、継続してからくりの演出が披露されている。

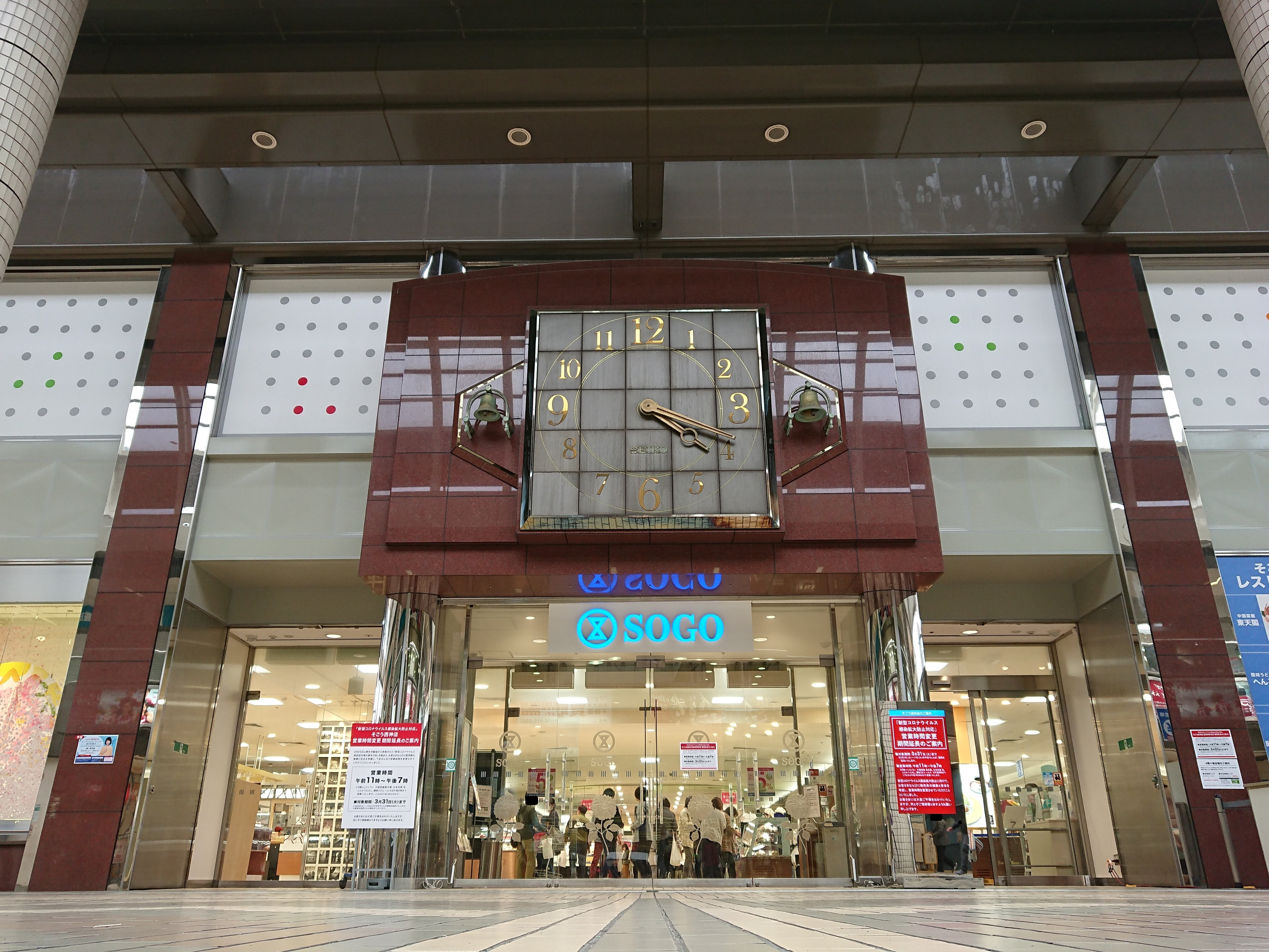
西神店（2020年3月）
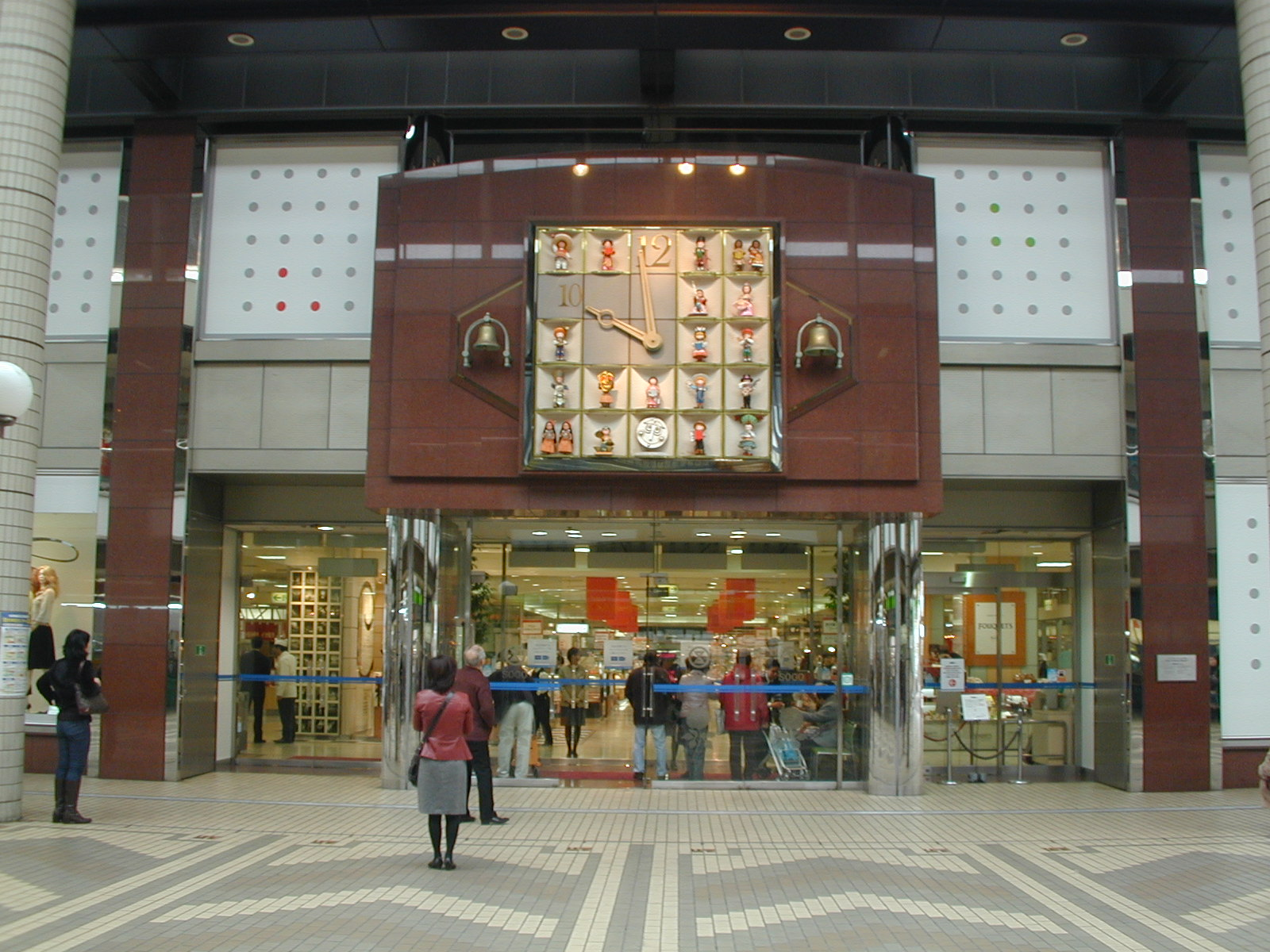
西神店、からくり演出中（2008年2月）
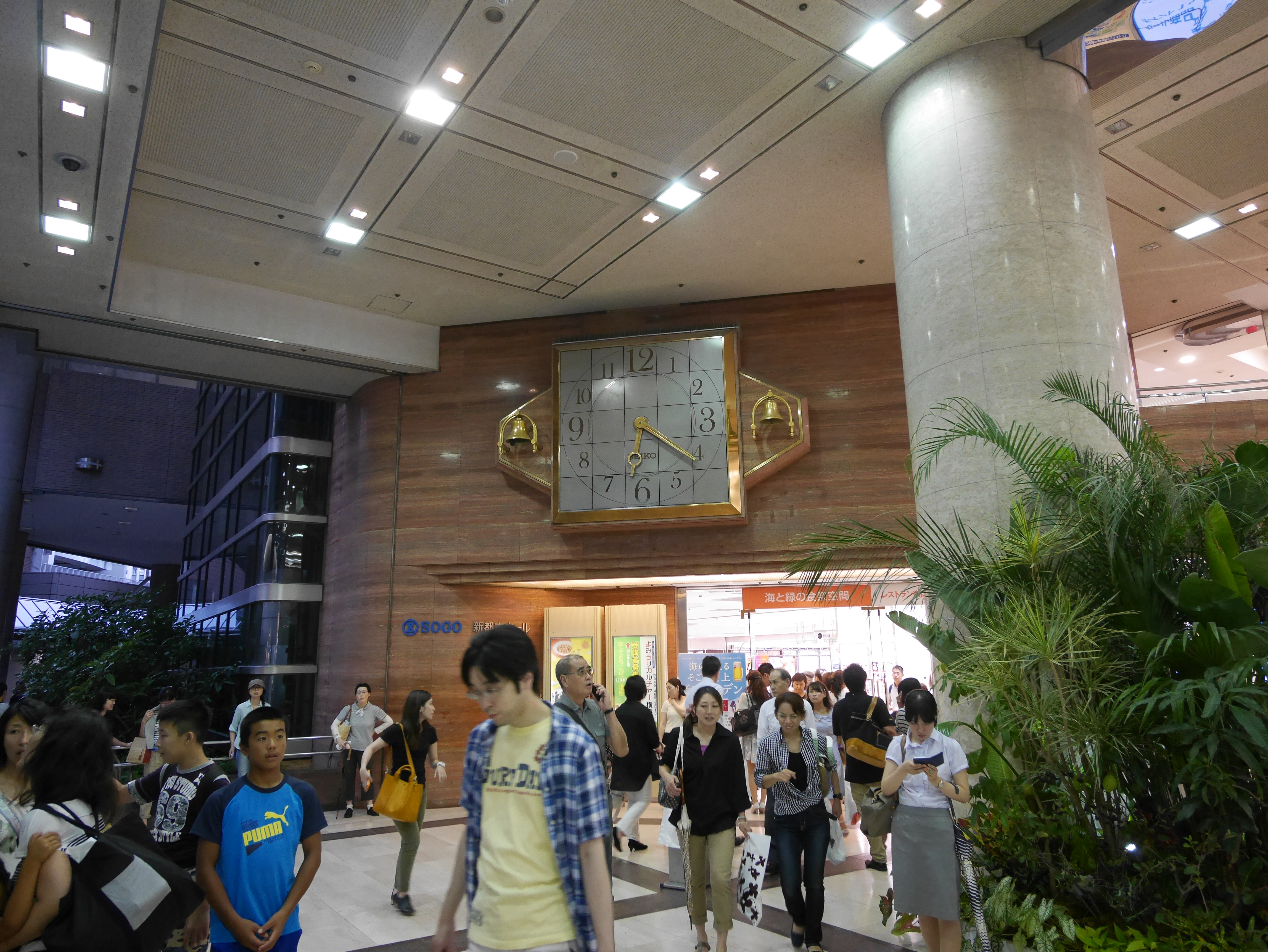
横浜店（2015年8月）
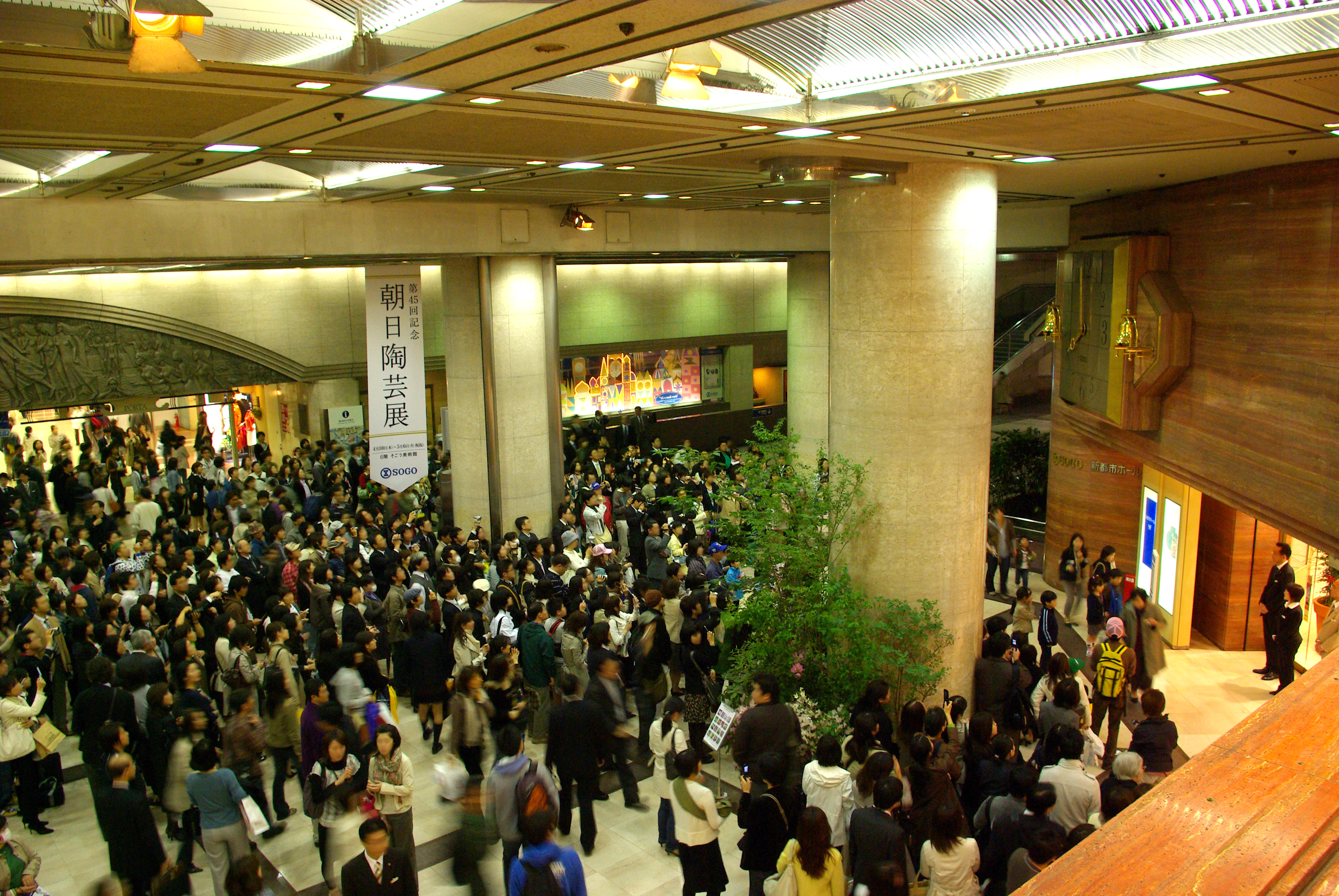
横浜店、最後のからくり演出後（2008年4月15日）
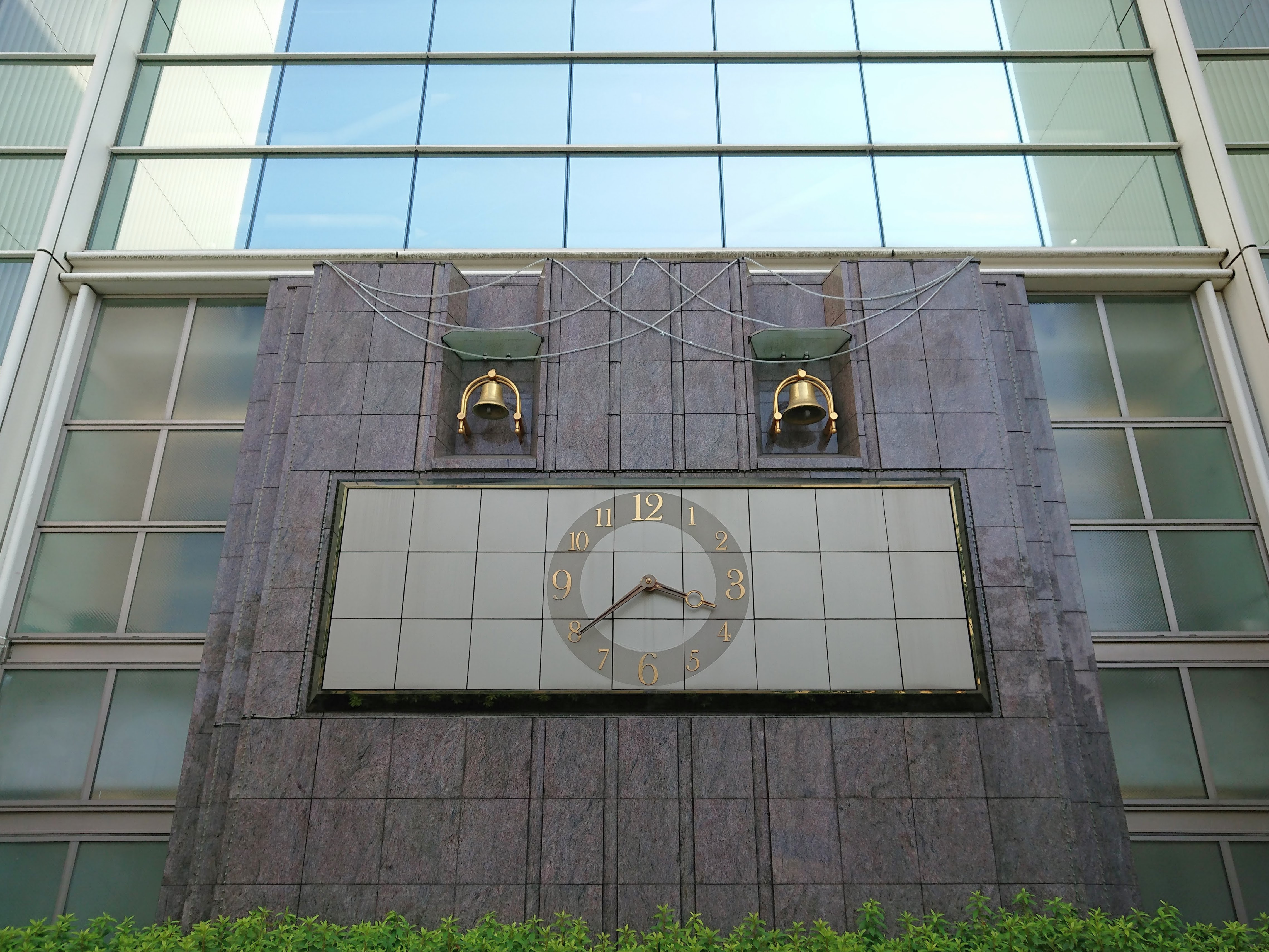
神戸店（2019年8月）
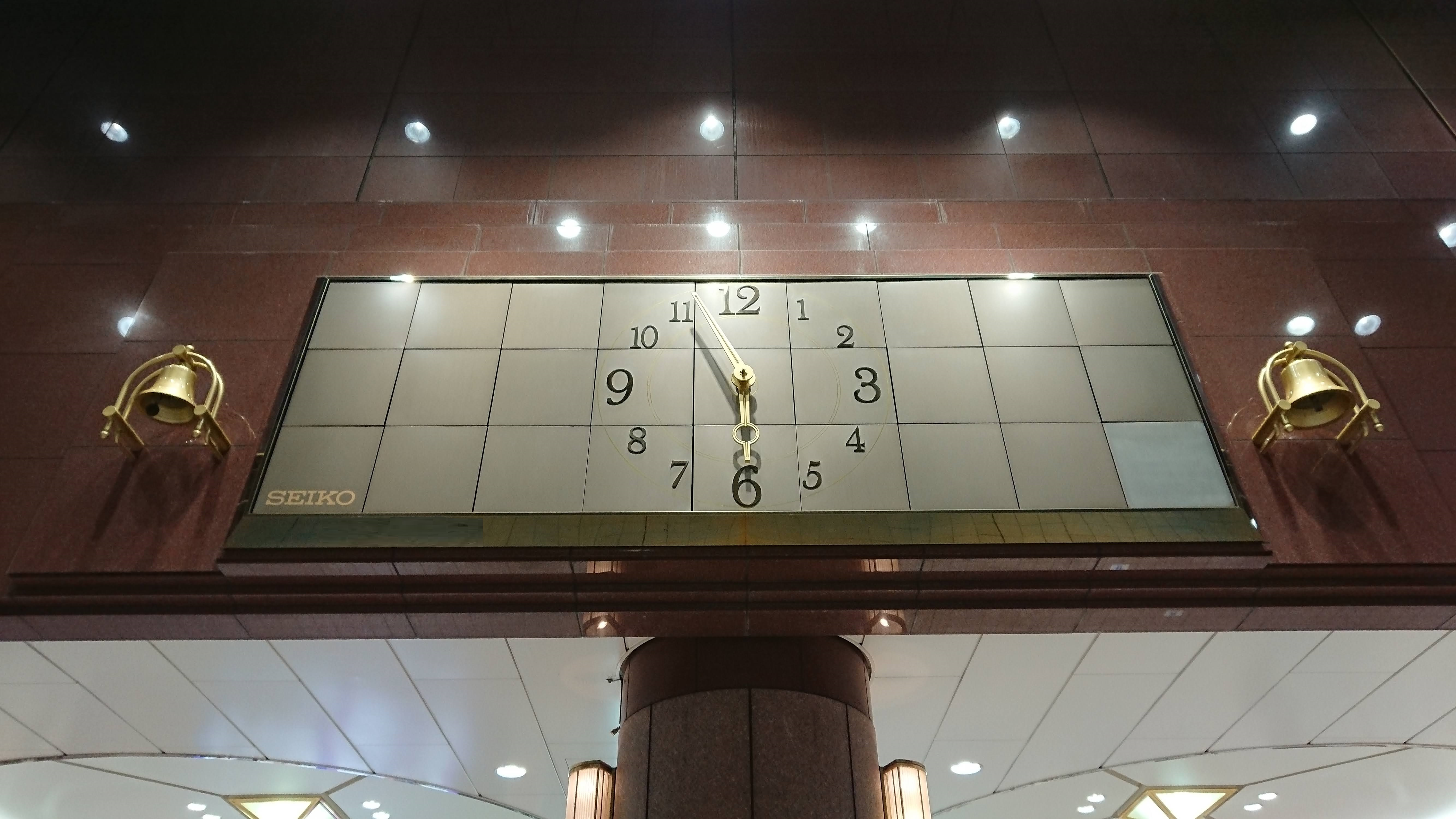
千葉店 （2021年3月）
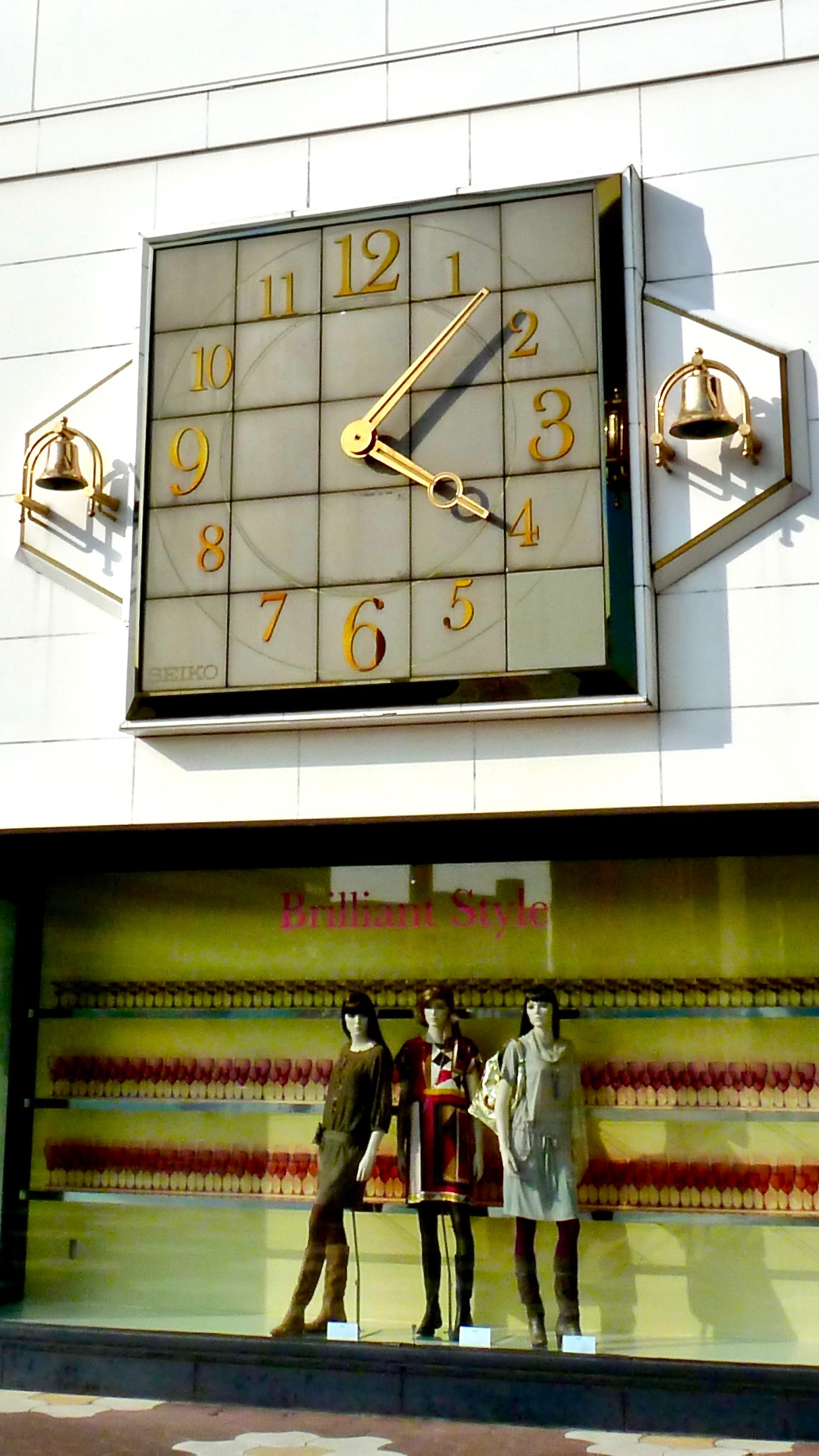
柏店（2009年8月）
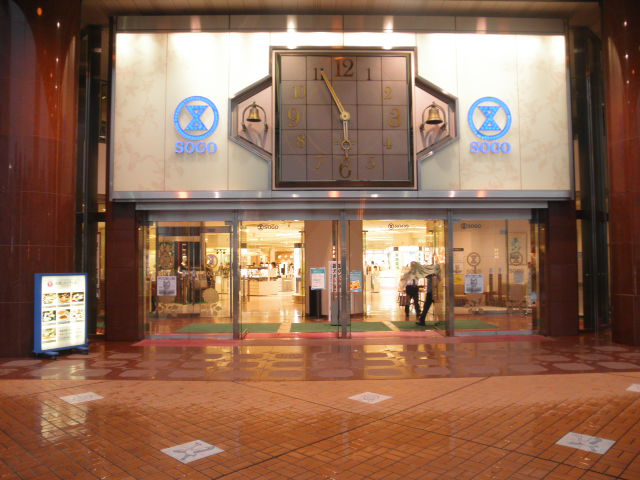
徳島店（2011年5月）
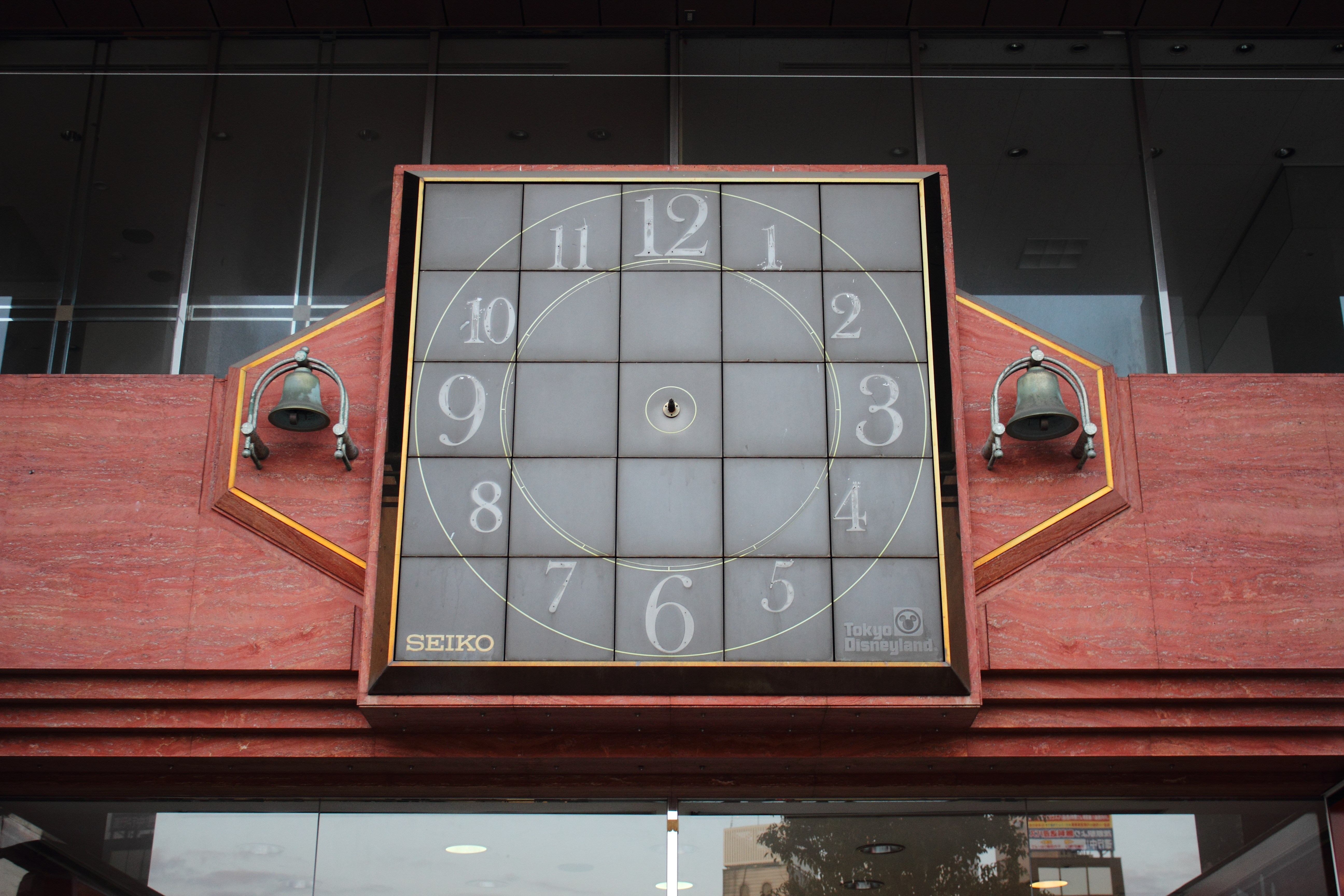
茂原そごう（2013年2月）
廣三SOGO（2009年12月）
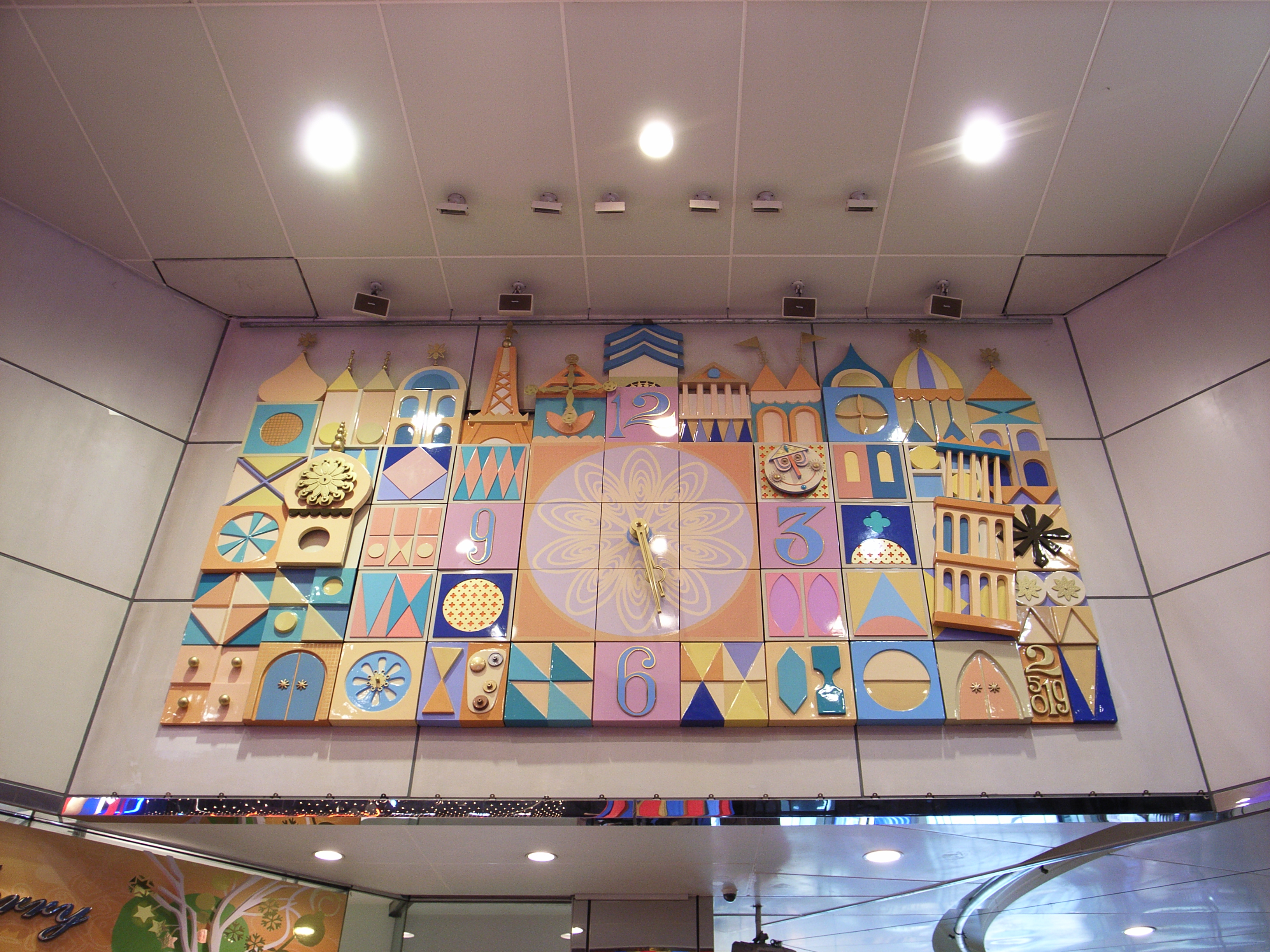
忠孝店 2008年に香港ディズニーランドの仕様へ改修後（2008年11月）

### 設置店舗
- 正方形（5×5マス）型の設置店舗は○
- 正方形（4×4マス）型の設置店舗は●
- 長方形（横）形の設置店舗は△
- 長方形（イッツ・ア・スモールワールド仕様で横）型の設置店舗は▲

| 記号 | 店舗         | 設置番号 | 設置年月   | 備考                                                         | 現状                                           |
| ---- | ------------ | -------- | ---------- | ------------------------------------------------------------ | ---------------------------------------------- |
| ○    | 横浜そごう   | 1号機    | 1985年9月  | 初号機のため鐘の音色が異なる。                               | 鐘の鳴る大時計                                 |
| ○    | 広島そごう   | 4号機    | 1988年11月 | 既存店への設置。                                             | 鐘の鳴る大時計                                 |
| ○    | 奈良そごう   | 6号機    | 1989年10月 | 現在のミ・ナーラ                                             | ボルダリングの壁面に転用。                     |
| ○    | 多摩そごう   | 7号機    | 1989年10月 | 現在のココリア多摩センター                                   | 撤去                                           |
| ○    | 呉そごう     | 8号機    | 1990年3月  | 建物解体により撤去                                           | 撤去                                           |
| ○    | 西神そごう   | 9号機    | 1990年10月 | 現：エキソアレ西神中央                                       | 鐘の鳴る大時計                                 |
| ○    | 徳島そごう   | 10号機   | 1990年10月 | 既存店への設置。 現：アミコ東館                              | 撤去                                           |
| ○    | 川口そごう   | 11号機   | 1991年10月 | 鐘は時計上部に設置。 現：ららテラス川口                      | 2025年5月29日に再稼働 人形と音楽をリニューアル |
| ○    | 心斎橋そごう | 12号機   | 1991年11月 | 既存店への設置。 建て替え後の心斎橋本店には設置されず。      | 2003年に施設解体                               |
| ○    | 福山そごう   | 13号機   | 1992年4月  | 現：リムふくやま（Ichi・setouchi）                           | 撤去                                           |
| ○    | 茂原そごう   | 14号機   | 1992年3月  | 現：南総サンヴェルプラザ                                     | 盤面の数字と針は撤去                           |
| ○    | 柚木そごう   | 15号機   | 1992年6月  | 現：ガレリア・ユギ                                           | 撤去                                           |
| ○    | 豊田そごう   | 16号機   | 1992年11月 | 既存店への設置。 現：T・FACE                                 | 撤去                                           |
| ○    | 柏そごう     | 17号機   | 1992年12月 | 既存店への設置。 建物解体により撤去                          | 撤去                                           |
| ●    | 大宮そごう   | 2号機    | 1987年3月  |                                                              | 鐘の鳴る大時計                                 |
| ●    | 加古川そごう | 5号機    | 1989年9月  | 現：カピル21                                                 | 撤去                                           |
| △    | 小倉そごう   | 18号機   | 1993年10月 | 現：セントシティ                                             | 撤去                                           |
| △    | 千葉そごう   | 19号機   | 1994年6月  |                                                              | 鐘の鳴る大時計                                 |
| △    | そごう神戸店 | 21号機   | 1996年4月  | 既存店への設置。2階「サンファーレ広場」に設置。 現：神戸阪急 | 鐘の鳴る大時計                                 |

| 記号 | 店舗       | 設置番号 | 設置年月   | 備考 | 現状           |
| ---- | ---------- | -------- | ---------- | --- | -------------- |
| ○    | 台中廣三店 | 20号機   | 1995年11月 | 海外店舗で唯一の正方形タイプ（正方形5×5マス型の最終機） | 世界の人形時計 |
| ▲    | 台北忠孝館 | 3号機    | 1987年11月 | 海外店舗では初の人形時計。設置当初は登場する人形の数が6体だったが、その後6体増やされて12体になっているほか、配置も変更されている(人形が増やされた時期は不明)。 | 世界の人形時計 |
| ▲    | 高雄店     | 22号機   | 1996年9月  | 台湾では3機目の人形時計。高雄の個体のみ人形の配置が台北、中壢とは異なる。                                                                                      | 世界の人形時計 |
| ▲    | 中壢元化館 | 23号機   | 1998年9月  | 台湾に設置、人形時計における最終機。 | 世界の人形時計 |

また、クアラルンプールそごう店にはワールドクロックというからくり時計があった。世界地図が模された文字盤が 5 つに分かれてそれぞれ反転し、12 体の人形（1 列 3 体）とツリー上に設置された複数のカリヨンが登場する。現在は撤去されており、音楽は不明。ベゼル部分には 6 ヶ国の時刻を表示するデジタル式液晶の世界時計が搭載されている。

## テレビ番組
- 日経スペシャル ガイアの夜明け 西武・そごう 再生への365日（2006年9月26日、テレビ東京）[49] - 百貨店再生請負人 和田繁明の改革に365日密着。